# コールダー競馬場
コールダー競馬場（コールダーけいばじょう、Calder Race Course）は、アメリカ合衆国フロリダ州のマイアミガーデンズにあった競馬場。サラブレッドによる平地競走を開催する競馬場。
2010年にカジノが併設されて（レーシノ）、「コールダー・カジノ・アンド・レースコース（Calder Casino and Race Course）」が正式名称となった。更に2014年に競馬事業はストロナックグループにリースされて、ガルフストリームパークウエスト競馬場の名前で運用されていた。一方、カジノ部門はコールダー・カジノの名前で運用されている。日本語表記においては「カルダー競馬場」という表記も見られる。

## 概要
東に8マイル（約13Km）行った所にガルフストリームパーク競馬場が存在し、元々は冬だけ開催するガルフストリームパークに対して夏競馬を開催するために作られた競馬場であった。
フロリダ州の主要空港から車で20分程度の距離の位置にあり、すぐ隣にNFLマイアミ・ドルフィンズの本拠地ハードロック・スタジアムがある。
かつてはフロリダでも重要な地位を占める競馬場であり、G1競走（プリンセスルーニーハンデキャップ）も行われていた。
しかし時代の変化により経営難が続き、スロットマシンを設置してレーシノとなった。経営は改善したもののそれにより競馬部門の存在意義は小さくなり、縮小の一途をたどっていた。

## 歴史
コールダー競馬場が設立される前の1960年代のフロリダには「ビッグスリー」と呼ばれていたガルフストリームパーク・ハイアリアパーク競馬場・トロピカルパーク競馬場の3つの競馬場が存在していた。フロリダは暑すぎるために夏競馬は不可能と当時の関係者たちは考えており、州競馬委員会から夏競馬の許可は下りていたのだが、「ビッグスリー」は開催しようとはしなかった。これに対して夏競馬の開催を長年夢見てきたのが不動産開発で財を成したスティーブン・A・コールダーである。
ビッグスリーの妨害に会いつつもコールダーは意志を押し通し、1969年の5月に夏競馬を行う許可を得た。ただしこの時点ではまだ競馬場が完成していなかったので、1970年はトロピカルパークを借りて開催された。翌1971年5月6日にオープン、16263人のファンがつめかけた。新しく作られたグランドスタンドは全館冷房で13500人の観客を収容することが出来た。バックストレッチには1200頭の馬を収容できる厩舎があり、またアメリカではじめて女性騎手用の宿舎があった。コースはSaf-T-Turfという人工芝を敷いた芝コース（1周、1.5マイル）のみだったが、関係者には不評でありこの年の9月にその上に土を撒いてダートコースに変えた。
翌1972年にトロピカルパークがコールダーの協力者の一人であるウィリアム・L・マクナイト（3Mの元社長でドクターフェイガーなどの馬主）によって買収され、マクナイトはトロピカルパークを閉鎖してレースをコールダー競馬場に移した。
コールダーは1978年に死去。コールダー競馬場は1988年にバートラム・ファイアストーン（en:Bertram and Diana Firestone、ジェニュインリスクの馬主。）によって買収される。ファイアストーンは1990年にガルフストリームパークも買収するが資金繰りに苦しみ、翌1991年に両競馬場の購入資金を貸し付けていた日本の二つの金融業者に売却した。
1992年からは夏の祭典「Festival of the Sun」が始まり、1997年からはサイマルキャスト放送（フロリダ州以外でもコールダーでの競馬を放映し、それらのレースに対する賭けを可能にする）が開始、大きな増益を生み、レース賞金も大幅に増加した。
コールダー競馬場は1999年にチャーチルダウンズ社が買収、ガルフストリームパークも同年にストロナックグループに買収された。
2000年からは「Calder's Summit of Speed」と「Florida Million」が始まる。フロリダミリオンはフロリダ州産馬限定を8レース・総賞金額120万ドルという規模の祭典である。
「サミットオブスピード」は当時のアメリカで手薄だったスプリント路線に特化したイベントで、参加馬の中から2頭のブリーダーズカップ・スプリント優勝馬を出している。それまでは全米的に注目されるレースは開催できていなかったコールダー競馬場だったが「サミットオブスピード」の開催により注目度を高め、その中の一つプリンセスルーニーハンデキャップは2006年にG1に格付けされている。
2010年にカジノがオープン（カジノについての詳細は#コールダー・カジノを参照）。正式名称を「コールダー・カジノ&レースコース」に変更してレーシノ（レース+カジノ）となった。
2014年からは競馬部門は2020年までストロナックグループにリースされて名前をガルフストリームパークウエスト競馬場と改めて、年間40日の開催となった。この40日というのはフロリダ州の法律でパリミュチュエルのライセンスでスロットマシンを運営する条件となっている。同年は売上最高額を更新するもののプリンセスルーニーハンデを始めとしたグレード競走は一つ（マイアミマイルステークス）を除いて全てストロナックが所有するガルフストリームに移動して開催される。翌2015年には老朽化したグランドスタンドを解体。代わりのスタンドは建設されず、観客は臨時のテントで観戦することとなった。2018年にコールダーカジノでハイアライ賭博が開始。2019年にはハイアライのライセンスでスロットマシンを運営できると州裁判所が判決を下す。これによりチャーチルダウンズ社はもはや多額の費用が掛かる競馬を運営する必然性が無くなった。
2020年末でリース契約は切れ、その後は不透明な状況にあった。1/STのフロリダ州エグゼクティブディレクターのビル・バジェットによると2021年の競馬開催を2020年の半分程の20日開催する予定であると語っていた。
2020年の秋を持って競馬場は閉鎖。跡地は不動産会社のリンクロジスティクス社に売却された。

## コース
コースはすべて左回りの楕円形で、ダートコースが外側、芝コースが内側に配置されている。
ダートコース
1周1マイル（8ハロン・約1609メートル）。バックストレッチに7ハロン戦（約1408メートル）用の、正面の直線奥に10ハロン戦（約2012メートル）用のポケットが存在する。
最後の直線は990フィート（約301.8メートル）。コースの最大幅は80フィート（約24.3メートル）。
芝コース
1周7ハロン（約1408メートル）。正面に向かって襷コースがあり、9ハロン戦（約1811メートル）に使われる。
最後の直線は986フィート（約300.5メートル）。コースの最大幅は75フィート（約22.9メートル）。

## コールダー・カジノ
2010年、設立。約1100台のスロット、ビデオポーカーなどの他、ハイアライも行われている。また、建物内は禁煙だが、喫煙可能な屋外カジノもある。